# Hypoleria cleriodes
Hypoleria cleriodes är en fjärilsart som beskrevs av Ferreira D'almeida 1951. Hypoleria cleriodes ingår i släktet Hypoleria och familjen praktfjärilar. Inga underarter finns listade i Catalogue of Life.